# Kamień piorunowy

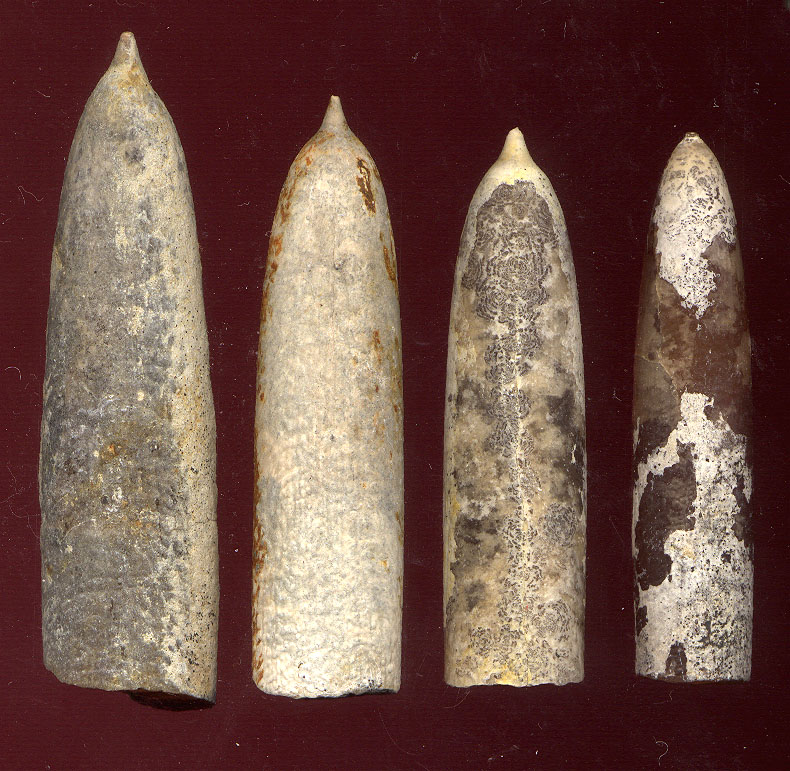
Skamieniałe rostra belemnitów znalezione na Ukrainie

Kamień piorunowy, strzałka piorunowa – błędna nazwa skamieniałego rostrum belemnita w etymologii ludowej. Jeszcze w XIX wieku wierzono, że jest zastygniętym w skale piorunem. Przez dawnych Słowian często używany jako amulet.
W istocie obiekty te składają się z węglanu wapnia CaCO3 o promieniście ułożonych kryształach.
Prawdziwe naturalne szkło, powstałe w wyniku uderzenia pioruna w piasek, nazywa się fulgurytem.